# Тургор (гра)
Ту́ргор — відеогра жанру survival adventure, розроблена Ice-Pick Lodge і видана в Росії компанією Новий Диск 17 квітня 2008 року.
В інших країнах видавалася під назвою «The Void» у 2009 році. Того ж року вийшла модифікована версія гри, «Тургор: Голос цвета», покликана зробити її більш зрозумілою для пересічного гравця.

## Ігровий процес

### Основи
Ігровий процес заснований на взаємодії з різними об'єктами та істотами ігрового світу, що відбувається за допомогою витрати та отримання різних Кольорів, які є своєрідною життєвою субстанцією. Взаємодія з об'єктами та істотами відбувається через Знаки, які малюються Кольорами з допомогою миші при одночасному затисненні клавіші Ctrl. Знаки дозволяють забирати Колір з предметів чи персонажів, віддавати його, відповідати на дії інших персонажів, атакувати та різними іншими способами взаємодіяти з оточенням. Резервуарами для Кольору слугують Серця. Поки хоча б одне серце наповнене Кольором, головний герой залишається живим. Він може знайти інші Серця, тим самим розширивши набір Кольорів і витривалість. Крім того, кожне нове серце дає герою новий Знак. Серця б'ються і кожні 100 ударів починають новий цикл за який, наприклад, поповнюються джерела Кольору. Коли зібрати 20 Сердець, з'явиться 21-ше. Умовою успішного завершення гри є стан Тургору, коли персонаж має 21 серце і всі вони наповнені Кольорами.

### Влаштування ігрового світу
Світ гри називається Проміжком, в ньому містяться кілька локацій, званих Покоями. На переміщення по шляхах між Покоями витрачається Колір і Проміжок при цьому необоротно змінюється, залежно від типу Кольору. Щоб потрапити в Проміжок з Покоїв, необхідно увійти в воду, спеціальний портал або стрибнути з обриву. У світі гри, крім протагоніста, знаходяться персонажі Брати і Сестри. Брати слідкують за виконанням правил світу і постійно поглинають основний ресурс гри — Колір, віддаючи мізерну частину його Сестрам. Брати встановлюють Табу на певні дії, які протагоніст вільний порушувати на свій ризик для успішного завершення гри. Втім, якщо Брат атакує протагоніста, той не гине, а лише втрачає більшість запасів Кольору. Сестри в обмін на певний Колір відкривають нові шляхи в Проміжку. Від них же можливо отримати додаткові Серця. Варто пам'ятати, що деякі кольори для Сестер смертельні. В Покоях розташовані джерела Кольору: Квіти, Дерева, Жили та істоти Недородки (пасивні). Активні Недородки не дають кольору самі по собі й можуть нападати на гравця. В Покоях можливо знайти додаткові Серця.

### Кольори
Колір — основний ресурс гри, потрібний для виживання, спілкування і битв. Колір підтримує життя головного героя та Сестер і визначає його параметри. Колір може перебувати в активному та неактивному станах. Неактивний, щойно зібраний Колір, називається Нерва. Знаходиться в Колбах Пам'яті у правій верхній частині екрана. Нерва перетворюється в активний пророщений Колір, який можна використовувати — Лімфу, після пророщення в Серцях під час знаходження в Проміжку. Знаходиться в Палітрі в лівій верхній частині екрана.
Всього в грі 7 кольорів:
- Срібло — визначає удачу героя, але що більше було витрачено Срібла, то швидше вичерпується запас інших кольорів.
- Пурпур — впливає на силу атаки і те, скільки в Проміжку буде противників та як будуть нападати Брати.
- Бурштин — впливає на швидкість «проростання» Кольору. Що більше в Проміжках Бурштину, то частіше Брати будуть розоряти Покої заради отримання Кольору.
- Лазур — визначає швидкість руху, але що більше є Лазурі, то більше часу забирає відвідування кожного Покою.
- Бузок — зменшує затрати на вливання Кольору в деякі об'єкти, але більша кількість Бузкового зменшує силу атаки.
- Смарагд — визначає захист, але що більша частка Смарагда, то більше Кольору доведеться витрачати для кожного Знака.
- Золото — полегшує спілкування з Сестрами, але що більше Проміжок насичується Золотом, то ревнивішими стають Брати.

## Сюжет
Персонаж гравця загадковим чином потрапляє в сюрреалістичний світ Проміжок. Цей світ в більшості змарнілий та позбавлений кольорів, кожен Колір є його життєвою субстанцією. Протагоніст зустрічає Сестру, котра дає йому Серце і трохи Кольору й доручає звільнити інших Сестер, яких утримують в неволі Брати. Вона пояснює влаштування світу та застерігає, що Проміжок скоро загине. Персонаж гравця зустрічає різних інших Сестер, кожна з яких зберігає Ключ від шляхів між Покоями. За світом і Сестрами наглядають Брати, що суворо слідкують за витратами Кольору. Одна з Сестер розповідає, що Брати прибули з Кошмару — світу під Проміжком. Брати поглинають Колір і діляться з ним із Сестрами аби ті не померли, а самі вважають, що прийшли у Проміжок завдяки своїй праведності. Кожна із Сестер володіє двома Кольорами і прагне наповнити ними власні Серця, щоб звільнитися з Проміжку.
Збираючи Кольори, протагоніст віддає їх Сестрам і ті відкривають шляхи в нові Покої. Просуваючись від Покоїв до Покоїв, прибулий збирає Серця та Знаки. Деякі Сестри підмовляють його пожертвувати собою заради них чи посилають у небезпечні місця. Брати ж намагаються покарати за порушення їхніх Табу й вимагають убити Сестер, які порушили їхні порядки. Протагоніст вільний обирати як вчиняти, вбиваючи Сестер, він убезпечує себе від гніву Братів, а якщо допомагає Сестрам, вимушений битися з Братами, витрачаючи цінний Колір.
Протагоніст може загинути від нестачі Кольору і тоді потрапляє в Кошмар. Якщо гравець був досить вправним, героєві врешті вдається досягти стану Тургору та знайти Знак, що дозволяє покинути Проміжок. Коли він слухався Братів, то отримує змогу самому стати новим Братом і лишитися в Проміжку. Якщо ж він певною мірою допомагав Сестрам, то стає здатний звільнити одну з них, звільнитися самому, або разом з обраною Сестрою.

## Оцінки й відгуки
| Агрегатор    | Оцінка |
| ------------ | ------ |
| GameRankings | 73.29% |
| Metacritic   | 77     |

| Видання      | Оцінка |
| ------------ | ------ |
| Eurogamer    | 7/10   |
| Game Players | 4,5/5  |

Гра отримала середню оцінку 77 балів зі 100 на агрегаторі рецензій Metacritic та 73,29 % на GameRankings.
«Тургор» здобула нагороду «Найбільш нестандартний проєкт» на КРИ. Від українського журналу Gameplay гра отримала оцінку 4,5/5 і відзнаку «Вибір редакції».